# شرکت آهن و فولاد غدیر ایرانیان
شرکت آهن و فولاد غدیر ایرانیان با همکاری سازمان توسعه و نوسازی معادن، صنایع معدنی ایران (ایمیدرو) و با مشارکت شرکت‌های سرمایه‌گذاری غدیر، شرکت معدنی و صنعتی چادرملو و شرکت فولاد آلیاژی ایران در سال ۱۳۸۵ تأسیس شد.

## ظرفیت و موقعیت
کارخانه احیای مستقیم تولید آهن اسفنجی با ظرفیت تولید سالیانه ۸۰۰ هزار تن در سال با هدف تأمین آهن اسفنجی مورد نیاز واحدهای ذوب و ریخته‌گری استان یزد و سایر تولیدکنندگان فولاد در ایران، در ۲۵ کیلومتری شهر اردکان، استان یزد و در مجاورت گندله سازی چادرملو و شرکت آهن و فولاد ارفع در محدوده‌ای به وسعت ۸۶ هکتار احداث شده است.

## محصولات
این شرکت دارای دو محصول اصلی و جانبی است. آهن اسفنجی DRI که که گندلهٔ سنگ آهن پس از عملیات احیای مستقیم به آهن اسفنجی با درجه متالیزاسیون متوسط ۹۲٪ جهت مصرف در فولاد سازی‌های کشور تبدیل می‌گردد که به دلیل خلل و فرج موجوددر ساختار، به آن آهن اسفنجی می‌گویند و همچنین بریکت (CBI) که نرمه آهن اسفنجی به منظور تبدیل به بریکت جهت شارژ در کوره‌های فولاد سازی با چسب مخصوص بصورت خشته منسجم پرس شده و در ابعادی حدود ۳×۳×۵ سانتی‌متر تولید می‌گردد. این دو تولید بخش اصلی تولید شرکت آهن و فولاد غدیر ایرانیان است.
همچنین سه نوع تولید در بخش جانبی نیز انجام می‌شود که شامل نرمه آهن اسفنجی DRI Fine، نرمه گندله Pellet Fine و لجن آهن اسفنجی DRI Sludge هستند.

### تامینِ داخل
این  مجموعه صنعتی اولویت خود را تامین نیاز داخل عنوان کرده است و سال 1401 حدود ۵۰ هزار تن صادرات انجام داده است. از آنجایی که همه تولیدکنندگان ملزم به ارائه محصولات در بورس کالا هستند این نیز محصول خود را در بورس عرضه کرده است.

## رکورد تولید
اکنون رکورد تولید در این شرکت به میزان ۳۵۸۹ تن در خرداد ۱۴۰۳ ثبت شده است که رکورد قبلی تولید روزانه این شرکت در آذرماه سال ۱۴۰۱ بالغ بر ۳۱۰۶ تن آهن اسفنجی بوده است.

## سود
طبق گزارش منتشر شده در «نبض بازار» سود خالص آهن و فولاد غدیر ایرانیان در سال ۱۴۰۲ بیش از ۶۱ درصد نسبت به مدت زمان مشابه سال قبل از آن افزایش یافته است. براساس صورت‌های مالی منتشر شده فولاد غدیر ایرانیان سود خالص این شرکت در سال ۱۴۰۲ از مرز ۴ هزار میلیارد تومان عبور کرد و نسبت مدت زمان مشابه سال قبل رشد ۶۱ درصدی را شاهد بوده است. علاوه براین درآمدهای عملیاتی این شرکت با رشد ۴۴ درصدی همراه است. همچنین سود عملیاتی فغدیر در سال ۱۴۰۲ با ۳ هزار و ۵۳ میلیارد تومان افزایش ۴۸ درصدی داشته است.

## مسئولیت‌های اجتماعی
شرکت آهن و فولاد غدیر ایرانیان با همکاری دانشگاه اردکان چند پروژه زیست‌محیطی ارائه و اجرایی کرده است.

## ترکیب سهامداران
ترکیب سهامداران شرکت آهن و فولاد غدیر ایرانیان شامل شرکت‌های زیر است.
شرکت معدنی و صنعتی چادرملو
فولاد آلیاژی ایران
شرکت بین‌المللی توسعه صنایع و معادن غدیر
شرکت فولاد شاهرود

## گواهینامه‌ها
گواهینامه مدیریت کیفیت (ISO 9001 - 2008)
گواهینامه مدیریت زیست‌محیطی (2004 – 14001 ISO)
سیستم مدیریت ایمنی و بهداشت صنعتی (2007 – 18001 OHSAS)
گواهینامه سیستم مدیریت یکپارچه - IMS
کسب تندیس سیمین در سومین جایزه ملی پروژه برتر ایران (۱۳۹۰ – ۱۳۹۱)
جایزة بهترین کیفیت محصول آهن اسفنجی از انجمن کیفیت ایران
دریافت نشان تعالی سازمان در مدیریت بحران اقتصادی
جایزه طلایی مسئولیت اجتماعی ایران (CSR)

## معدن‌ها
معدن سنگ آهن پلاسری درونه در استان خراسان رضوی، معدن منگنز سورگاه در استان کرمان و محدوده اکتشافی مس تربت حیدریه در استان رضوی تربت حیدریه سه معدن فعال این شرکت هستند. این شرکت فعالیت‌های اکتشافی و تجسسی خود را برای شناسایی کانسارهای سنگ آهن، منگنز، کرومیت، مس و خاک‌های صنعتی در استان‌های مختلف کشور آنجا می‌دهد.